# Poliomatinos
Polyommatini é uma tribo de borboletas licenídeas da subfamília Polyommatinae. Foram extensivamente estudadas pelo romancista e lepidopterologista Vladimir Nabokov.

## Géneros
Os géneros desta tribo são:
| - Actizera - Acytolepis - Agriades, considerado subgénero de Plebejus - Albulina, considerado subgénero de Plebejus - Azanus - Bothrinia - Brephidium - Cacyreus - Caerulea - Caleta - Callenya - Callictita - Castalius - Catochrysops - Catopyrops - Cebrella - Celarchus - Celastrina - Celatoxia - Chilades - Cupido - Cupidopsis - Cyclargus - Cyclyrius - Danis - Discolampa - Echinargus - Eicochrysops - Eldoradina - Elkalyce - Epimastidia - Erysichton - Euchrysops - Euphilotes - Famegana - Glaucopsyche - Harpendyreus - Hemiargus - Iolana - Ionolyce - Itylos - Jamides - Lampides - Lepidochrysops | - Leptotes - Lestranicus - Lycaenopsis - Madeleinea - Megisba - Micropsyche - Monodontides - Nabokovia - Nacaduba - Neolucia - Neopithecops - Notarthrinus - Nothodanis - Oboronia - Orachrysops - Oraidium - Oreolyce - Orthomiella - Otnjukovia - Palaeophilotes - Paraduba - Paralycaeides - Parelodina - Perpheres - Petrelaea - Phengaris - Philotes - Philotiella - Phylaria - Pistoria - Pithecops - Plautella - Plebejus - Polyommatus, inclui os subgéneros: - Agrodiaetus - Cyaniris - Lysandra - Meleageria - Neolysandra - Polyommatus - Praephilotes - Prosotas - Pseudochrysops - Pseudolucia | - Pseudonacaduba - Pseudophilotes - Pseudozizeeria - Psychonotis - Ptox - Rhinelephas - Rysops - Sahulana - Sancterila - Scolitantides - Shijimia - Sidima - Sinia - Subsolanoides - Talicada - Tartesa - Tarucus - Thaumaina - Theclinesthes - Thermoniphas - Tongeia - Turanana - Tuxentius - Udara - Una - Upolampes - Uranobothria - Uranohauma - Zintha - Zizeeria - Zizina - Zizula |